# Say It Loud – I’m Black and I’m Proud
«Say It Loud — I'm Black and I'm Proud» («Скажи це голосно — Я темношкірий і я пишаюся цим») — пісня американського співака та музиканта Джеймса Брауна. Написана ним разом із лідером його акомпануючої групи Альфредом Еллісом на прізвисько Піві.

## Опис
Вийшла у серпні 1968 року окремим синглом у двох частинах (частина 1 на одній стороні та частина 2 на іншій). Цей сингл у США перебував шість тижнів на 1-му місці жанрового ритм-енд-блюзового чарту журналу «Білборд», а також дістався до 10-ї позиції в головному (всежанровому) чарті Hot 100 того ж журналу .
Обидві частини синглу пізніше увійшли до альбому Джеймса Брауна 1968 A Soulful Christmas і в його альбом 1969 Say It Loud — I'm Black and I'm Proud .

## Текст пісні
У пісні Браун звертається до теми упереджень проти американських негрів і говорить про потребу розширення прав та можливостей чорношкірих. Він заявляє: «Ми вимагаємо дати нам шанс зробити щось для себе самих / Ми втомилися битися головою об стіну / та працювати на когось іншого» (англ. Now we demand a chance to do things for ourself / We're tired of beating our head against the wall / And workin' for someone else). У приспіві на заклик Брауна «Скажіть це голосно» (англ. Say it loud) йому відповідає група дітей: «Я темношкірий і я пишаюся цим!» (I'm black and I'm proud!) . Пісня була записана в передмісті Лос-Анджелеса з близько 30-ма дітьми з Воттса, Комптона та їх околиць .

## Премії та визнання
У 2004 році журнал Rolling Stone помістив пісню «Say It Loud — I'm Black and I'm Proud» в оригінальному виконанні Джеймса Брауна на 305-те місце свого списку «500 найкращих пісень усіх часів». У списку 2011 року пісня знаходиться на 312-му місці.
Також пісня «Say It Loud — I'm Black and I'm Proud» у виконанні Джеймса Брауна разом з ще трьома його піснями — « I Got You (I Feel Good)», «Please Please Please» та «Sex Machine» — входить у складений Залом слави рок-н-ролу список 500 Songs That Shaped Rock and Roll.